# Darkfall
Darkfall was een massively multiplayer online role-playing game (MMORPG) ontwikkeld door Aventurine SA dat real-time actie combineerden met strategie in een fantasysetting. Het spel bevatte ongelimiteerde PvP, full looting, een grote dynamische wereld, een combatsysteem dat afhangt van de vaardigheid van een speler en een skill-levelsysteem dat Darkfall onderscheidde van de meeste andere MMORPG's. De officiële Darkfall servers zijn gesloten op 15 november 2012.